# USA:s örlogsgös

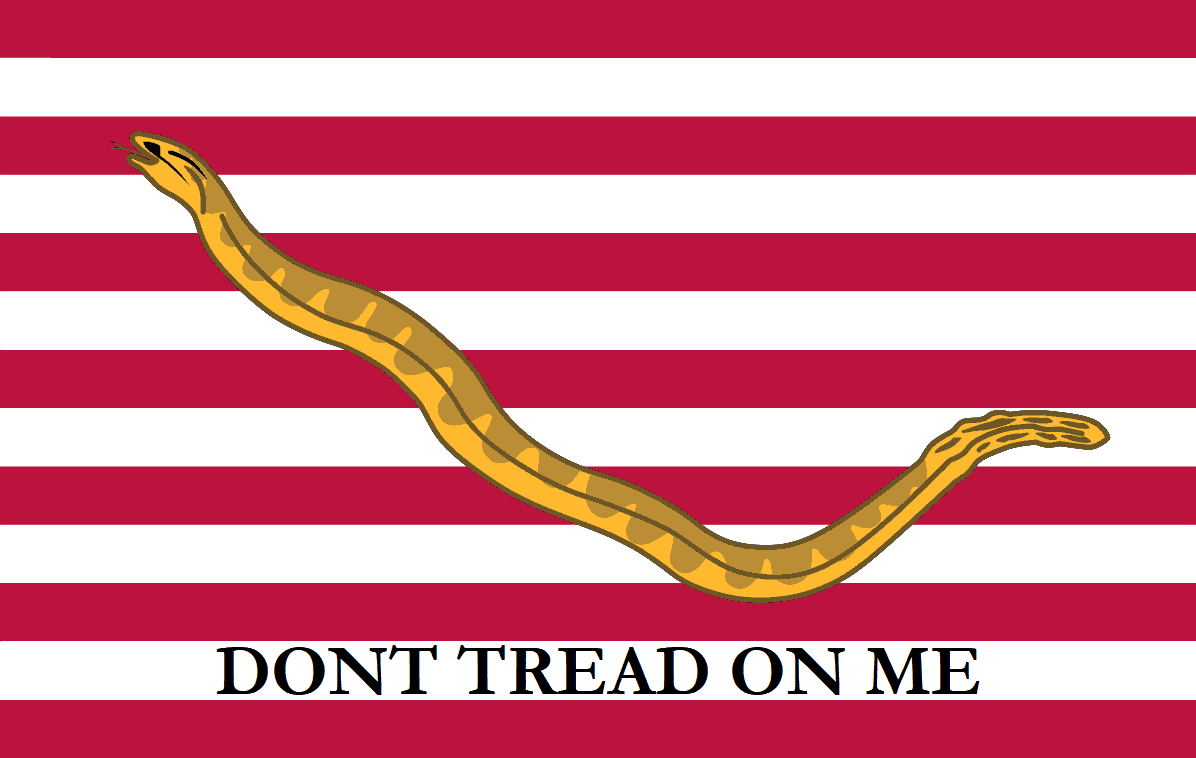
"First Navy Jack", örlogsflagga som använts under kortatre perioder, inspirerad av en tidig använd revolutionsflagga.

USA:s traditionella örlogsflagga med antal stjärnor efter antal stater.

USA:s örlogsflagga, även kallad Union Jack, är den flagga som normalt används av amerikanska flottans båtar.
Under frihetskriget utsågs Esek Hopkins till chef över kolonisternas första flotta, som bestod av modifierade handelsskepp. Örlogschefen Esek Hopkins skrev i slutet av 1775 i ett brev till sina fartygschefer att en randig flagga ska hissas. Det finns ingen utförligare beskrivning, men det förmodas att det bara var de tretton röda och vita ränderna, eftersom kolonisternas före 1776 flagga hade den engelsk-skotska unionsflaggan i hörnet och han i skrivningen skilde på "jack and ensign", alltså ungefär "gös och nationalitetssymbol". Engelska flottan hade infört en aktre flagga och en förlig gös för örlogsfartyg, där den aktre flaggan hade engelsk-skotska unionsflaggan i hörnet, i kantonen, på en flagga med vit, röd eller blå färg beroende på befälets grad, medan gösen bestod av fältet i kantonen. Hade även kolonisternas flotta använt kantonen från sin flagga hade de haft samma gös som engelsmännen, och därför tror man att han valde en gös med den randiga bakgrunden istället.
Denna randiga flagga användes bara av den första flottan. I slutet på 1800-talet uppfattade man att denna första örlogsflagga hade en skallerorm diagonalt över ränderna och mottot "DONT TREAD ON ME", ungefär "trampa inte på mig" broderat, och den flaggan fick namnet "First Navy Jack", ungefär "Första örlogsgösen".
Efter att stjärnbaneret introducerats som USA:s flagga 1776 började flottan använda det blå fältet med stjärnor, men utan det rödvita randningen som örlogsflagga. Den kallas "Union Jack", och har alltså samma namn som den brittiska unionsflaggan Union Jack, och den utökades under åren med en stjärna för varje stat som uppgick i USA. Inför tvåhundraårsjubileet beslutades att First Navy Jack skulle användas mellan 13 oktober och 1975 och 31 december 1976, som en del av USA:s tvåhundra-årsfirande. First Navy Jack infördes åter 11 september 2002, på årsdagen av 11 september-attackerna med beslutet att de skulle användas under "kriget mot terrorismen". Från och med 4 juni 2019 återinfördes Union Jack som örlogsgös.
First Navy Jack har använts inom flottan även vid andra tillfällen. Bland annat används den av båtarna med flest antal år i aktiv tjänst och ubåtsflottan använde den under år 2000, för att fira hundraårsminnet av ubåtar i amerikanska flottan. Vissa förband inom flottan bär ett tygmärke med First Navy Jack på sin vänstra arm på kamouflageuniformerna.

## Lista över örlogsflaggor
| Antal stjärnor | Design              | Tidsperiod                       | Anmärkningar |
| -------------- | ------------------- | -------------------------------- | --- |
| 0              |                     | Hösten 1775–14 juni 1777         | Den första örlogsflaggan var rödvitrandig och infördes av koloniernas första örlogschef, Esek Hopkins. Dess exakta utseende är okänt, den beskrevs som "den rödvitrandiga flaggan", men man tror att den hade tretton ränder. Enligt en senare tradition hade den en skallerorm diagonalt över flaggan, med texten "Don't tread on me", ungefär "Trampa inte på mig". Det finns inga samtida dokumentation som visar att skallerormen var med, men ormen med motto var en etablerad symbol under frihetskriget och den rödvitrandiga flaggan med orm och motto kallas "First Navy Jack", ungefär "Första örlogsgösen". |
| 13             |                     | 14 juni 1777–1 maj 1795          | När stjärnbaneret etablerades som USA:s flagga ändrades örlogsflaggan så att den bara bestod av det blåa fälter med en stjärna för varje stat. I den första version med tretton stjärnor varierades mönstret som stjärnorna placerades på. |
| 15             |                     | 1 maj 1795–3 juli 1818           | 15 stjärnor efter att Vermont och Kentucky fick representeras av stjärnor. |
| ...            |                     | 4 juli 1818–3 juli 1960          | Antalet stjärnor utökades varefter nya stater fick representeras av stjärnor. Under inbördeskriget representerades även sydstaterna av stjärnor i flaggan, eftersom nordstaterna menade att de representerade hela USA |
| 50             |                     | 4 juli 1960–12 oktober 1975      | Den 50:e stjärnan, som representerar Hawaii, adderades 4 jui 1960 |
| 0              | The First Navy Jack | 13 oktober 1975–31 december 1976 | Inför tvåhundraårsminnet av USA:s bildande 1976, ändrades örlogsflaggan till den traditionella varianten av den första örlogsflaggan, från 13 oktober 1975 till 31 december 1976. De valde en variant med skallerorm och motto som under slutet av 1800-talet förmodades ingå i den första örlogsflaggan. |
| 50             |                     | 1 januari 1977–september 2002    | Örlogsflaggan med 50 stjärnor introducerades åter när jubileumsåret tog slut, men den rödvitrandiga vaianten med skallerorm användes exklusivt av den äldsta båten i aktiv tjänst. |
| 0              | The First Navy Jack | 11 september 2002–4 juni 2019    | Inför årsdagen av 11 september-attackerna beslutades att alla örlogsfartyg skulle använda den rödvitrandiga örlogsflaggan med skallerorm och motto under kriget mot terrorismen. |
| 50             |                     | 4 juni 2019–                     | Den blå flaggan med 50 stjärnor återinfördes 4 juni 2019. Datumet valdes för att det sammanfaller med inledningen av slaget om Midway under andra världskriget, där Japans expansion i Stilla havet hejdades. |